# 托菲亚
托菲亚（義大利語：Toffia），是意大利列蒂省的一个市镇。总面积11.18平方公里，人口1069人，人口密度95.6人/平方公里（2009年）。ISTAT代码为057068。